# Komarov (kráter)

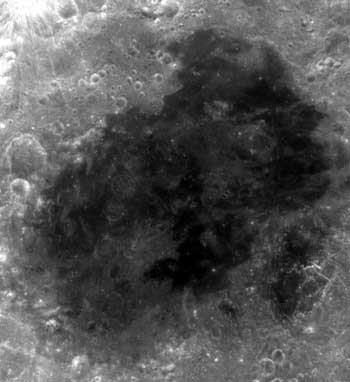
Mare Moscoviense. Komarov se nachází v pravém spodním rohu snímku, zasahuje do izolované tmavé skvrny. Krátké světlé rýhy jsou brázdy na jeho dně.

Komarov je měsíční kráter nacházející se na severní hemisféře na odvrácené straně Měsíce, není tudíž pozorovatelný přímo ze Země. Má průměr 80 km, pojmenován je podle ruského kosmonauta Vladimira Michajloviče Komarova, člena kosmických misí Voschod 1 a Sojuz 1. Je situován na jihovýchodním okraji Mare Moscoviense (Moskevského moře) a má nepravidelný tvar. Severní okraj je totiž vyboulen směrem k Moskevskému moři dodávajíc tak kráteru tvar hrušky. Jeho členité dno je zvrásněno brázdami.
Severo-severozápadně od Komarova (uvnitř Mare Moscoviense) lze nalézt nevelký kráter Titov, jiho-jihovýchodně pak kráter Nagaoka.